# Журнал Министерства путей сообщения
Журнал Министерства путей сообщения — издание, выходившее под патронажем Министерства путей сообщения Российской империи с июля 1826 года ежемесячно, сначала под названием «Журнал путей сообщения», с 1845 года — «Журнал Главного управления путей сообщения и публичных зданий», с 1865 года под указанным названием. В начале XX века выходил в виде двух изданий: официального (еженедельно) и неофициального (ежемесячно).
Официальная часть «ЖМПС» выходила под заглавием: «Указатель правительственных распоряжений по министерству путей сообщения».
С 1872 года редактором журнала был Пётр Николаевич Андреев; с 1896 года — Абрам Севастьянович Таненбаум.
Среди авторов статей размещавших свои труды на страницах данного издания были И. О. Гейдатель, П. А. Глазенап, А. К. Гибшман, И. П. Глушинский, А. С. Ершов, Ф. Г. Зброжек, П. И. Собко, Н. Ф. Ястржембский и другие признанные специалисты.